# سيد سميث (لاعب كرة قاعدة)
سيد سميث (بالإنجليزية: Syd Smith)‏ هو لاعب كرة قاعدة أمريكي، ولد في 31 أغسطس 1883، وتوفي في 5 يونيو 1961 في أورانجبورغ في الولايات المتحدة.

## وصلات خارجية
- سيد سميث على موقعبيزبول رفرنس.كوم (الدوري الرئيسي) (الإنجليزية)
- سيد سميث على موقعبيزبول رفرنس.كوم (الدوري الثانوي) (الإنجليزية)